# Arley Dinas
Arley Dinas, kolumbijski nogometaš, * 16. maj 1974.
Za kolumbijsko reprezentanco je odigral 29 uradnih tekem.